# Углеметбанк
Углеметбанк — российский коммерческий банк. Головной офис банка находится в Челябинске. Крупнейший акционер — ООО «МетХол» (89,43 %).
АО «Углеметбанк» основан 27 июля 1994 года в г. Междуреченске Кемеровской области. Создав разветвленную сеть филиалов и дополнительных офисов, банк перевел в 2005 году головной офис в г. Челябинск. За 24 года своего существования Углеметбанк развил крепкую клиентскую базу, в которой основными клиентами и партнерами являются предприятия реального сектора экономики, в первую очередь, предприятия угольной и металлургической отраслей.

## История
Акционерное общество «Углеметбанк» (до 16 мая 2002 года — «Междуреченский акционерный коммерческий банк ипотечного кредитования» — Банк «МАКБИК») основан в 1994 году, генеральная лицензия ЦБ РФ № 2997.
Первым президентом банка был Степура Александр Иванович.
В 1996 году акционерами банка стали угледобывающие предприятия. Начинается период активного развития Банка, в качестве основного направления — расчетно-кассовое обслуживание юридических лиц. Именно в этот период (1996-1997гг) большая часть угледобывающих и углеперерабатывающих предприятий г. Междуреченска начинает работать с Банком.
С  1999 года банк начинает активно развиваться — увеличивается уставный капитал, растет клиентская база.
В 2000 году банком получены лицензии на совершение операций с иностранной валютой, на осуществление депозитарной, брокерской, дилерской деятельностей и деятельности по управлению ценными бумагами. Значительно расширяется спектр услуг.

В 2001 году советом директоров на должность генерального директора назначается Сергей Владимирович Бабенков. Вместе с ним приходит команда молодых, квалифицированных и энергичных управленцев. Начинается новый этап развития: реализация концепции розничного банка — открытого для частных лиц, в рамках которой внедряется пластиковый проект системы «ACCORD».
Одновременно с выходом пластикового проекта банк активизировал работу по привлечению срочных вкладов и вкладов до востребования. Разрабатываются и внедряются новые виды вкладов, как в рублях, так и иностранной валюте, с учетом интересов всех групп населения — молодежи, пенсионеров, рабочих и служащих.
2002 год проходит под знаком расширения географии присутствия банка. Первым удаленным подразделением, которое открыл «Углеметбанк» в 2002 году, стал филиал в г. Челябинске. Его основными корпоративными клиентами стали Челябинский металлургический комбинат, ОАО «Уральская кузница» (г. Чебаркуль), Каслинский завод архитектурно-художественного литья и др.
В сентябре того же года открыт дополнительный офис в г. Мыски (Кемеровская область).
«Углеметбанк» становится участником российской системы денежных переводов «MIGOM», и системы «CONTACT», которые позволяют быстро и выгодно отправлять денежные переводы в регионы России, государства ближнего зарубежья.
В 2003 году одним из главных проектов банка в области работы с пластиковыми картами стало вступление «Углеметбанка» в «Europay International» с тем, чтобы начать выпуск и обслуживание международных пластиковых карт системы «Master Card». Сегодня Углеметбанк обслуживает свыше 50 тысяч выданных международных банковских карт «Master Card».
В этом же году открыты филиал в Москве, дополнительные офисы в Кемерово, Челябинске, представительство в Туле.
27 октября 2003 года «Углеметбанк» получил Генеральную лицензию ЦБ РФ — документ, существенно повышающий статус Банка в глазах партнеров и контрагентов, а также позволяющий Банку открывать свои подразделения за рубежом.
В декабре 2003 года ЗАО «Углеметбанк» стал победителем Всероссийского конкурса «Золотой запас Отечества-2003».
Продолжая политику географической экспансии, в 2004 году «Углеметбанк» открыл филиал в г. Воронеже и дополнительные офисы в г. Чебаркуль (Челябинская область) и еще один дополнительный офис в г. Мыски (Кемеровской области).
В сентябре 2004 года банк, участвуя в конкурсе федерального уровня, удостоился диплома «Предприятие высокой культуры обслуживания — 2004»
28 октября 2004 года Комитет банковского надзора Банка России вынес положительное заключение о соответствии ОАО «Углеметбанк» требованиям к участию в системе страхования вкладов. Углеметбанк включен в реестр банков-участников системы обязательного страхования вкладов под номером 115.
Создав крепкую клиентскую базу и разветвленную сеть филиалов и дополнительных офисов в Кузбассе (открыты филиалы в Кемерово и Новокузнецке), банк перевел в 2005 году головной офис в г. Челябинск и был преобразован в открытое акционерное общество.
В этом же году был открыт филиал в г. Ижевске.
В 2005 году «Углеметбанк» стал лауреатом премии в области банковского дела российского журнала «Банковское дело» и победителем в номинации «Лучший региональный банк».
2006 год - советом директоров на должность генерального директора ОАО «Углеметбанк» назначается Константин Анатольевич Панфилов.
В этом же году происходит открытие кредитно-кассового офиса ОАО «Углеметбанк» в г. Белорецке (республика Башкортостан).
В 2008 году председателем совета директоров становится Черепанников Игорь Владимирович, который долгое время работает в группе предприятий «Мечел».
Кроме того, в 2008 году «Углеметбанк» вступил в международную систему пластиковых карт Visa и становится участником российских систем денежных переводов «BLIZKO», «Unistream».
2009 год ознаменован открытием операционного офиса в г. Железногорск-Илимский Кузбасского филиала ОАО «Углеметбанк» (Иркутская область).
Также в 2009 году ОАО «Углеметбанк» получил лицензию Биржевого посредника, совершающего товарные фьючерсные и опционные сделки в биржевой торговле (№ 1294 от 16 декабря 2008 года).
5 мая 2010 года советом директоров на должность генерального директора ОАО «Углеметбанк» назначен Николай Эдуардович Романенко, ранее работавший Заместителем Генерального директора ОАО «Углеметбанк».
В середине мая 2010 года начал свою работу новый операционный офис ОАО «Углеметбанк» в г. Белово Кемеровской области.
В июне того же года открыт еще один офис обслуживания частных клиентов в г. Междуреченске Кемеровской области.
В октябре 2010 года открыты операционные кассы в г. Белорецке (республика Башкортостан) и в г. Гурьевске (Кемеровская область).
В феврале 2013 года ОАО «Углеметбанк» запустил в действие собственный процессинговый центр на базе семейства продуктов SmartVista. Банк получил возможность полностью контролировать платежный бизнес, оперативно выпускать различные виды карточных продуктов, эффективно управлять сетью банкоматов и терминалов, а также предложить дополнительные услуги своим клиентам. Собственный процессинговый центр позволил Банку внедрить новую систему «Интернет-банк» для физических лиц, предоставляющую клиентам возможность управлять счетами, осуществлять различные платежи и переводы, заказывать новые продукты и услуги — все это в любое время, в любой точке мира.
27 июня 2014 года был избран новый председатель правления ОАО «Углеметбанк» — Бессмертных Татьяна Викторовна.
4 сентября 2015 года завершена реорганизация АО «Нерюнгрибанк» путем присоединения к АО «Углеметбанк».

## Деятельность
«Углеметбанк» предоставляет полный спектр банковских услуг для корпоративных клиентов и частных лиц. Основной стратегической целью является обеспечение долгосрочного эффективного развития Банка как крупного универсального финансового института, способного в полной мере обеспечить потребности клиентов в денежных ресурсах, расчетно-кассовом обслуживании, в реализации крупных инфраструктурных и промышленных проектов. Высокий уровень обслуживания, наличие квалифицированной команды, передовые технологические решения позволяют Банку реализовывать свою стратегию развития в современных рыночных условиях.
Приоритетными направлениями деятельности банка являются:
1. развитие корпоративного бизнеса, становление универсальной кредитной организацией, специализирующейся на обслуживании крупных и средних компаний;
2. реализация целевых проектов розничного бизнеса — увеличение объемов привлечения денежных средств от населения, расширение ипотечного кредитования, эмиссии платежных карт по зарплатным проектам;

1. активная деятельность на всех значимых сегментах финансовых рынках.

Всего открыто 18 банковских офисов в Сибирском, Уральском, Приволжском, Центральном и Дальневосточном федеральных округах.

## Оценка рейтинговых агентств
26 февраля 2019 года «Эксперт РА» подтвердило рейтинг кредитоспособности АО «Углеметбанк» (лицензия №2997) на уровне «ruBB», прогноз «стабильный». 
По итогам рэнкинга «ИНТЕРФАКС-100. Банки России. Основные показатели деятельности – за 1 квартал 2019г.»
Из 428 представленных банков «Углеметбанк» занимает:
204 место по активам,
238 по собственному капиталу,
208 место по нераспределенной прибыли.
По итогам рэнкинга кредитных организаций, подготовленного рейтинговым агентством «Эксперт РА», на 1 апреля 2019 года, из 465 представленных кредитных организаций, «Углеметбанк» занимает следующие позиции.
В рэнкинге по активам на 1 апреля 2019 года АО «Углеметбанк» занял 209 место (↑2 позиций по сравнению с данными на 01 апреля 2018 года). Активы составили 7669,2 млн. руб., что на 189,30 млн. руб. больше, чем показатель на 1 апреля 2018 года. Темп прироста за 01.04.2018 - 01.04.2019 составил 2,53%.
Собственный капитал на 01.04.2019 составил 1259,5 млн. руб. По сравнению с аналогичным периодом 2018 года данный показатель вырос на 7,4 млн. руб. (с 1252.1 млн. руб.), прирост составил 0,59%.